# K-535 Iouri Dolgorouki
Le K-535 Iouri Dolgorouki est le premier sous-marin nucléaire lanceur d'engins de classe Boreï / Projet 955 en service dans la Marine russe. Nommé en l'honneur du fondateur de Moscou, Iouri Dolgorouki, sa quille est posée le 2 novembre 1996 et son entrée en service était prévue en 2001. Cependant, le missile R-39M que les bâtiments de la classe Boreï étaient censés emporter est abandonné après plusieurs tirs ratés et le sous-marin est redessiné pour emporter des missiles R-30 Boulava. Le missile Boulava est plus petit que le missile R-39M et, dans le traité START de 2007 prévoyant l'échange d'informations, il est indiqué que l'ensemble des sous-marins de classe Boreï emporteraient 16 missiles au lieu des 12 prévus à l'origine.

## Déploiement
Le sous-marin est sorti de son hangar de construction et installé sur sa cale de lancement le 15 avril 2007 à Severodvinsk, alors qu'il était achevé à 82 %. Le gouvernement russe avait alloué près de 5 milliards de roubles, soit 40 % du budget de la Marine, pour payer l'achèvement du sous-marin.
Certains pensent alors que la construction du Iouri Dolgorouki serait accélérée afin qu'il soit achevé et que ses phases de test débutent avant l'élection présidentielle russe de 2008. Une grande partie des équipements et instruments de navigation du bâtiment n'étaient pas installés et n'avaient pas été testés, alors que ce processus prend normalement un an .
Le 13 février 2008, le Iouri Dolgorouki est lancé depuis son dock flottant à Severodvinsk où les derniers instruments sont installés. Le réacteur du sous-marin est activé pour la première fois le 21 novembre 2008 et le sous-marin débute ses essais en mer le 19 juin 2009.

### Essais en mer

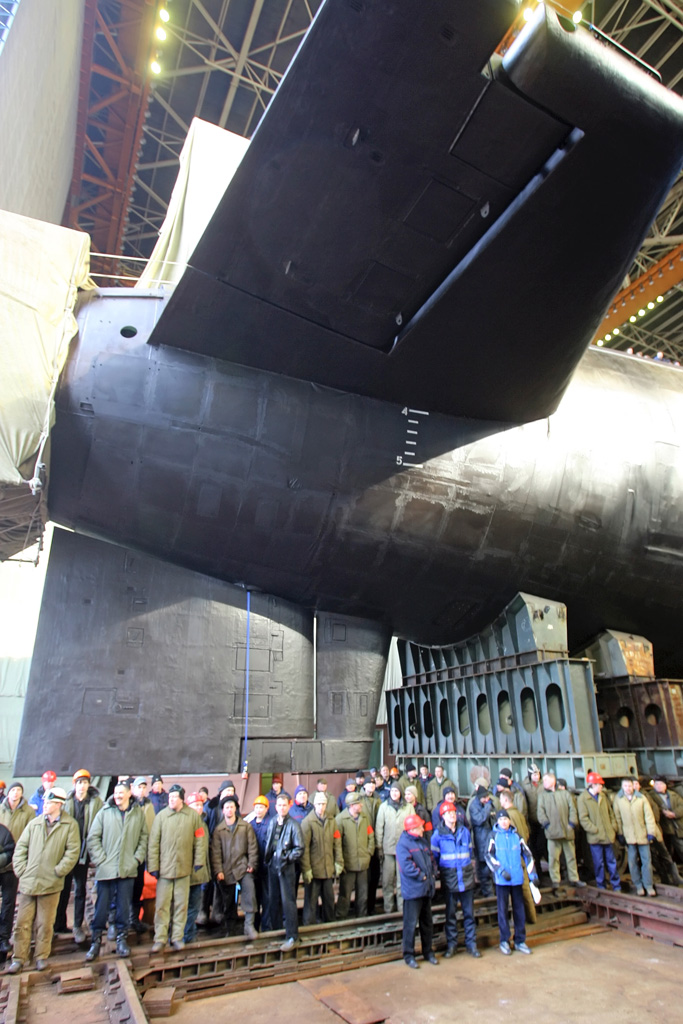
Lancement du Iouri Dolgoruki

En juillet 2010, le bâtiment passe avec succès ses premiers tests en mer, au cours desquels ses systèmes de navigation, son système de contrôle de flottabilité et d'autres systèmes sont testés. L'ensemble de ces essais sont achevés avant la fin septembre 2010 et le sous-marin est ensuite préparé pour ses essais de tirs.
Il était initialement prévu que le Iouri Dolgorouki mène ses premiers lancements de torpille pendant des essais en mer en décembre 2010 et que, le même mois, il procède au premier tir d'un missile R-30 Boulava (RSM-56). Ce programme est reporté à l'été 2011 en raison de la présence de glace en mer Blanche.
Le Iouri Dolgorouki devait être commissionné dans la Flotte du Pacifique au premier semestre 2011, mais en décembre 2010, il est annoncé que le sous-marin présentait des défauts techniques et qu'il serait placé en cale sèche pour réparations. Ces réparations devaient durer six mois, après quoi il procéderait au tir du missile Boulava et ne pourrait entrer en service qu'au second semestre 2011.
Le 7 juin 2011, le sous-marin quitte le chantier naval Sevmash pour poursuivre ses essais en mer et, le 28 juin, le premier missile Boulava est tiré avec succès,.
Le 12 janvier 2012, il est annoncé que le sous-marin a terminé ses essais et qu'il serait préparé pour entrer en service dans les mois suivants. Il est annoncé par la suite que le Iouri Dolgorouki et le Alexandre Nevski entreraient tous les deux en service à l'été 2012. Dmitri Rogozin confirmera par la suite que le sous-marin serait livré à la Marine russe le 29 juillet 2012. Le Iouri Dolgorouki devait entrer en service d'ici à la fin 2012 mais les derniers tests conduits révélèrent de nouveaux défauts techniques. Des problèmes logiciels dans le système de contrôle de lancement automatisé empêchent d'autres essais de tir du missile balistique Boulava, l'arme principale du sous-marin. Le Ministre de la Défense Anatoli Serdioukov annonce aux parlementaires russes lors d'une réunion consacrée aux affaires de Défense : « nous pensons que le sous-marin Iouri Dolgorouki entrera en service en 2013 ».
Le ministre affirme que le deuxième sous-marin de classe Boreï, Modèle:L' Alexandre Nevski, pourrait rejoindre la Flotte du Pacifique en 2014. Le chantier naval Sevmash demande 30 millions de roubles au Ministère de la Défense russe pour ne pas avoir accepté le Iouri Dolgorouki pour la maintenance et l'entretien du sous-marin, Anatoli Serdioukov ayant décidé de reporter le commissionnement du sous-marin, et donc, le report de toutes les dépenses d'entretien. Selon cette source, le refus du sous-marin serait lié au manque de quai de mouillage dans les bases du Kamtchatka où les deux sous-marins de classe Boreï, le Iouri Dolgorouki et le Alexandre Nevski devaient être amarrés.
Finalement, le Iouri Dolgorouki rejoint les listes de la Marine russe le 10 janvier 2013. La cérémonie officielle des couleurs de la Marine russe à bord du sous-marin est présidée par le Ministre de la Défense Sergueï Choïgou. Celui-ci informe par vidéo-conférence le Président Vladimir Poutine que la croix de Saint-André (en) avait été hissée à bord du sous-marin, symbolisant son entrée dans la Marine russe. Début 2014 après une série d'exercices, le sous-marin est déclaré pleinement opérationnel.